# Let's Chill
Ice Cream Freeze (Let's Chill), será lanzado como parte promocional de la serie al igual que "Every Part Of Me".
Esta canción ya tiene un video oficial, aparte ya en uno de los episodios salió el video, pero en la televisión, cuando Jackson estaba viéndola y luego llega Miley y hace que la apague.

## Video musical
El video recreara el concierto ficticio de Hannah Montana donde ella con su canción de baile hace que todo el mundo empiece a festejar.

## Charts Posiciones
| Chart (2009)           | Peak posición |
| ---------------------- | ------------- |
| UK Top 100             | 90            |
| U.S. Billboard Hot 100 | 87            |

- Datos: Q5973834